# إبراهيم قصيعة
إبراهيم قصيعة (1991-2023) هو رياضي فلسطيني، ولد وعاش في مدينة غزة، درس الثانوية في مدرسة أحمد الشقيري وحصل على شهادة البكالوريوس في التربية الرياضية من جامعة الأقصى.
كان لاعب نادي الصداقة والمنتخب الوطني لكرة الطائرة الفلسطينية، توج قبل عامين ببرونزية بطولة غرب آسيا للكرة الشاطئية التي أُقيمت في الدوحة، وقد شارك مع المنتخب الوطني في دورة الألعاب الآسيوية التي جرت خلال شهر أيلول المنصرم في الصين على إثر فوزه بلقب بطولة الراحل إبراهيم أبو سليم التي أقيمت على ملعب الجامعة الإسلامية.
أُغتيل في 14 نوفمبر 2023 خلال قصف القوات الجوية الإسرائيلية منزله الكائن في مخيم جباليا بقطاع غزة رداً على عملية طوفان الأقصى.
نعاه الإتحاد الفلسطيني في بيان: "ببالغ الحزن وعظيم الفخر والإعتزاز ينعى الإتحاد الفلسطيني للكرة الطائرة وأسرة اللعبة في الوطن، شهيدي المنتخب الوطني ونادي الصداقة حسن زعيتر وإبراهيم قصيعة اللذين استشهدا إثر القصف الهمجي على مخيم جباليا بقطاع غزة".